# Пјанђипане (Равена)
Пјанђипане (итал. Piangipane) је насеље у Италији у округу Равена, региону Емилија-Ромања.
Према процени из 2011. у насељу је живело 2391 становника. Насеље се налази на надморској висини од 3 м.